# Plakinastrella copiosa
Plakinastrella copiosa är en svampdjursart som beskrevs av Schulze 1880. Plakinastrella copiosa ingår i släktet Plakinastrella och familjen Plakinidae. Inga underarter finns listade i Catalogue of Life.